# (35136) 1992 RU1
1992 RU1 (asteroide 35136) é um asteroide da cintura principal. Possui uma excentricidade de 0.10008780 e uma inclinação de 4.28530º.
Este asteroide foi descoberto no dia 2 de setembro de 1992 por Eric Walter Elst em La Silla.